# Helina atripraefemura
Helina atripraefemura är en tvåvingeart som beskrevs av Feng 2005. Helina atripraefemura ingår i släktet Helina och familjen husflugor. Inga underarter finns listade i Catalogue of Life.